# Willi Czajka
Willi Oskar Johannes Czajka (* 1. August 1898 in Breslau, Provinz Schlesien; † 13. November 1987 in Wollbrandshausen) war ein deutscher Geograph und Hochschullehrer. Ab 1957 war er Lehrstuhlinhaber in Göttingen.

## Leben
Willi Czajka, Sohn von Berta Czajka, geborene Michaelis, und des Werkmeisters Johann Czajka, besuchte von 1912 bis 1920 das Lehrerseminar in Steinau an der Oder und absolvierte von 1920 bis 1922 die beiden Lehrerprüfungen. Von 1920 bis 1939 war er als Lehrer, Studienrat (teilweise beurlaubt) und Fachleiter für Studienreferendare in Steinau und Breslau tätig.
Gleichzeitig studierte er von 1922 bis 1933 an der Universität Breslau Geographie, Geschichte, Geologie, Germanistik, Volkswirtschaftslehre und Philosophie. Von 1927 bis 1933 war er als Wissenschaftlicher Assistent am Geographischen Institut der Universität Breslau tätig. 1928 wurde er zum Dr. phil. promoviert, 1930/31 absolvierte er die Prüfung für das Lehramt an Höheren Schulen und wurde Studienassistent. 1933 wurde er in Breslau habilitiert. Von 1933 bis 1939 arbeitete er als Privatdozent an der Universität Breslau. Nach der „Zerschlagung der Rest-Tschechei“ wurde er 1939 „mit einer Professur beauftragt“ an der Reichsuniversität Prag, von 1941 bis 1945 war er dort außerordentlicher Professor und ab 1940 Direktor des Instituts für Volksforschung. Czajka war Mitglied der Historischen Kommission für Schlesien.
Nach Kriegsende arbeitete er ab 1945 bis 1949 freiberuflich in München, bevor er 1949 eine Professur an der Universidad Nacional de Tucumán in Argentinien übernahm (bis 1954). 1953 wurde er außerordentlicher Professor zur Wiederverwendung an der Universität Göttingen. 1954 wurde er dort außerordentlicher Professor und 1957 ordentlicher Professor für Geographie. 1966 wurde er emeritiert.
1973 erhielt er die Silberne Carl-Ritter-Medaille der Gesellschaft für Erdkunde in Berlin, 1978 das Goldene Doktor-Diplom der Universität Köln (für Breslau).
Willi Czajka war evangelisch, ab 1948 in zweiter Ehe verheiratet mit Eva Czajka, geborene Windbauer († 1968), und hatte eine Tochter (Juliane).

## Schriften (Auswahl)
- Der Schlesische Landrücken: Eine Landeskunde Nordschlesiens (= Veröffentlichungen der Schlesischen Gesellschaft für Erdkunde E. V. und des Geografischen Instituts der Universität Breslau. H. 11). Teil 1. Marcus, Breslau 1931 (Dissertation, Universität Breslau, 1931).
- Mitarbeit: Die deutsche Ostmark in Unterricht. Handel, Breslau 1933; 4., umgearbeitete und erweiterte Auflage: Der deutsche Ostraum im Unterricht. Handel, Breslau 1937 (diese Ausgabe wurde nach Kriegsende in der sowjetischen Besatzungszone auf die Liste der auszusondernden Literatur gesetzt[2]).
- mit Theo Johannes Mann: Lebensraum und Reiche der Germanen 1000 v.–800 n. Chr. (= Wandatlas des deutschen Volkstums. Erläuterungsheft 1). Priebatsch, Breslau 1935.
- Der Schlesische Landrücken: Eine Landeskunde Nordschlesiens (= Veröffentlichungen der Schlesischen Gesellschaft für Erdkunde E. V. und des Geografischen Instituts der Universität Breslau. H. 13). Teil 2. Priebatsch, Breslau 1938 (Habilitationsschrift, Universität Breslau, 1933); Neudruck 1963.
- Europa (= Fischer/Geistbeck: Erdkunde. T. 2). Buchner/Oldenbourg, Bamberg/München/Berlin 1939; 5. Auflage 1943.
- Lebensformen und Pionierarbeit an der Siedlungsgrenze (= Die bewohnte Erde. Nr. 1). Schroedel, Hannover 1953.
- Willi Czajka, Hans-Jürgen Klink: Geographische Landesaufnahme: Die naturräumlichen Einheiten auf Blatt 174 Straubing. Bundesanstalt für Landeskunde, Bad Godesberg 1967. → Online-Karte (PDF; 4,3 MB)